# Plaza de Italia (París)
La plaza de Italia (en francés: la place d'Italie) es una plaza parisina situada en pleno corazón del XIII Distrito. Debe su nombre a la cercana avenida de Italia, punto de partida de la Carretera Nacional 7, que une Francia con Italia.

## Historia
Hasta que el Barón Haussmann ampliara los límites de la ciudad, el lugar separaba París de Gentilly. En ella dos pabellones construidos por Ledoux servían para cobrar el octroi. Estos pabellones fueron incendiados durante la Revolución Francesa y destruidos en 1877 aunque la plaza dejó de funcionar como límite de la ciudad en 1860. De esta forma el lugar adoptó su diseño actual.
En los años 60, se elaboró un ambicioso plan llamado Italia 13 que pretendía una transformación radical de la zona. En la práctica el proyecto, que fue detenido en 1975, sólo se cumplió en parte realizando diferentes actuaciones urbanísticas y construyendo hasta seis torres de más de 100 metros. Entre las no realizadas se encontraba la torre Apogée que debía superar en altura a la torre Montparnasse y que iba a ubicarse en el sur de la plaza. En su lugar, en 1992 se culminó la construcción del Grand Écran Italie, un complejo cinematográfico construido por el japonés Kenzō Tange cerrado desde 2006.

## Descripción
La plaza de Italia es una plaza circular adornada por una fuente central y varias zonas verdes. También posee diferentes esculturas: una en honor al mariscal Alphonse Juin realizada por André Greck en 1983 y otra que se ubica en los jardines del edificio que sirve de sede a la alcaldía del distrito obra de Ossip Zadkine.
En la parte sur de la plaza existe un gran zona comercial llamada Italia 2. 

## Accesos
Es posible acceder a la plaza bien a través de cualquiera de las tres líneas de metro (línea 5,6 y 7) que tienen una parada en la estación de Place d'Italie, bien usando alguna de las siguientes vías:
- Bulevar Vincent-Auriol
- Bulevar del hospital
- Bulevar Auguste-Blanqui
- Avenida de los Gobelins
- Avenida de la Hermana Rosalie
- Avenida de Italia
- Avenida de Choisy
- Calle Bobillot
- Calle Godefroy